# 小行星3079
小行星3079（3079 Schiller）是一颗围绕太阳公转的小行星。1960年9月24日，C. J. 万·豪敦、I. 万·豪敦-格勒内费尔德、T. 赫雷爾斯在帕洛马山发现了此天体。
該小行星以德國劇作家弗里德里希·席勒命名。
这颗小行星的绝对星等为300.72042等。